# Partido Missão
O Partido Missão (MISSÃO) é uma organização política brasileira fundada em 2023 pelo Movimento Brasil Livre (MBL) com a pretensão de se transformar em partido político.
Em 26 de junho de 2025, o grupo atingiu o número mínimo de assinaturas válidas exigidas pela Justiça Eleitoral do Brasil para a solicitação de registro partidário, conforme determina a legislação brasileira. O processo de oficialização como partido político depende ainda da conclusão de etapas legais junto ao Tribunal Superior Eleitoral (TSE), como o registro de diretórios estaduais e a aprovação final do pedido de registro.

## História

### Antecedentes
O Partido Missão tem origem no Movimento Brasil Livre (MBL), organização política fundada em 1.º de novembro de 2014 por Kim Kataguiri, Renan Santos, Rubinho Nunes e outros ativistas, que se destacou por organizar manifestações em defesa da Operação Lava Jato e contra o governo Dilma Rousseff, ganhando projeção nacional durante os protestos pelo impeachment de Dilma nos anos de 2014 a 2016.
Após o impeachment, o movimento se mobilizou a favor da aprovação da reforma trabalhista e da reforma previdenciária, propostas legislativas articuladas pelo Governo Temer. Além disso, se consolidou como uma força política liberal-conservadora de espectro político de direita, lançando e apoiando candidatos nas eleições de 2016 e 2018, entre eles Fernando Holiday, Kim Kataguiri e Arthur do Val, por diferentes partidos políticos. Nas eleições de 2018, apoiaram no segundo turno a candidatura de Jair Bolsonaro à presidência, mas, a partir do início de 2019, o grupo passou a se distanciar do bolsonarismo e da figura do então presidente eleito. O rompimento definitivo seguiu-se em maio do mesmo ano, nas manifestações marcadas por grupos orbitantes ao governo Bolsonaro, os quais pleiteavam o fechamento do Congresso Nacional e o impeachment de ministros do Supremo Tribunal Federal (STF), bem como o apoio irrestrito à figura do então presidente.

### Criação e tentativa de registro como partido político
Após as eleições de 2018, os líderes do MBL afirmaram o desejo de que o movimento tivesse um partido próprio, porém, manifestando, à época, preferência em adotar uma legenda já existente no lugar de formar uma legenda nova. Após a experiencia de comandar uma chapa municipal do PATRIOTA nas eleições de 2020, onde o movimento elegeu três vereadores e obteve pouco menos de 10% dos votos para a prefeitura da cidade de São Paulo, em 2021, foram abertas negociações com os partidos Cidadania, Podemos e Novo para disputar sob uma legenda única as eleições de 2022. Em janeiro do ano seguinte, foi firmado um acordo com o Podemos para que o partido pudesse concentrar a maior parte das candidaturas do movimento. Porém, em março de 2022, após o vazamento dos áudios de Arthur do Val, o MBL e o Podemos racharam, o que levou grande parte dos membros do movimento a migrarem para o partido União Brasil (UNIÃO). Após as eleições naquele ano, nas quais o MBL acumulou derrotas eleitorais significativas, o movimento passou a adotar posturas estratégicas diferentes: passou a defender a utilização do financiamento publico de campanhas eleitorais por meio do Fundo Especial de Financiamento de Campanha, e a criação de um partido político próprio. Além disso, o partido União Brasil (UNIÃO) impediu a candidatura de Kim Kataguiri para a eleição de 2024 à chefia da Prefeitura Municipal de São Paulo, favorecendo o então prefeito Ricardo Nunes (MDB) e reforçando o projeto de partido político próprio, no entanto, embora tenha criticado a gestão de Nunes, Kataguiri apoiou a candidatura, alegando voto útil contra Guilherme Boulos (PSOL).
Em 17 de outubro de 2023, foram publicados no Diário Oficial da União (DOU) o estatuto e o programa do partido, já seu registro de Cadastro Nacional da Pessoa Jurídica (CNPJ) junto à Receita Federal do Brasil data de 23 de outubro de 2023. Em 4 de novembro do mesmo ano, líderes do movimento anunciaram a fundação do partido no 8.º Congresso Nacional do MBL em São Paulo, com a promessa de renovação da direita brasileira e construção de uma alternativa liberal-conservadora apartada tanto do bolsonarismo quanto da esquerda tradicional. Renan Santos, seu presidente, afirmou nesse congresso que não seria possível que o MBL construísse algo a partir dos existentes partidos políticos, deslegitimando a maioria deles ao chamá-los de meros cartórios e legendas, enquanto reconhecia o Partido dos Trabalhadores (PT) como um partido real.
Ainda em 4 de novembro de 2023, foram anunciados também o nome e os símbolos do partido. O mascote, que está em sua logotipo, é a onça, e as cores que o representam foram escolhidas com base no animal. A bandeira é formada por três listras horizontais, uma preta, uma branca e uma amarela, tendo na listra branca sua logotipo. Pretendem ainda usar o 14 como número partidário, que anteriormente foi usado pelo Partido Trabalhista Brasileiro (PTB). Israel Russo, coordenador do MBL, em entrevista ao Último Segundo em 2023, disse que o nome "Missão" foi escolhido em detrimento de "Movimento Brasil Livre" para distinguir da organização inicial (o MBL) e refletir uma missão dos membros do MBL na concretização do partido e no cumprimento de seu programa. Renan Santos, à Revista Oeste, disse posteriormente que o nome vem de termos mercadológicos do planejamento estratégico empresarial (declaração de missão, visão e valores): "Visão e Valores do MBL todo mundo sabe, agora vamos entregar nossa Missão".
No processo de obtenção de registro de partido político junto ao Tribunal Superior Eleitoral (TSE), o MBL optou por não utilizar assinaturas digitais, possibilitadas desde 2021, dado que consideraram o aplicativo para esse tipo de assinatura pouco amigável ao usuário e decidiram coletar as assinaturas presencialmente.
Em novembro de 2024, denúncias levantadas pelo portal de notícias The Intercept Brasil alegaram que a Missão teria coletado assinaturas sem informar claramente aos signatários o objetivo de obtenção de registro de partido político, o que gerou críticas sobre a transparência do processo. Além disso, vídeos divulgados por veículos de mídia mostraram orientações internas de membros do partido recomendando aos seus coletores que evitassem estabelecer uma vinculação direta entre o MBL e a Missão durante suas abordagens. Representantes da Missão justificaram que o cuidado com a distinção entre as pessoas jurídicas do partido e do movimento se faz necessária devido à restrições impostas pela legislação eleitoral, uma delas sendo a proibição de vínculos entre partidos políticos e associações sem fins lucrativos, categoria jurídica em que se enquadra o MBL. No mesmo período, foi noticiado que a Missão era a organização política em formação mais adiantada em sua coleta de assinaturas. Durante o décimo congresso nacional do MBL, a Missão anunciou ter coletado assinaturas suficientes para obtenção do registro, contabilizando a margem de perda estimada.
Em março de 2025, o youtuber Nando Moura publicou críticas ao partido político Missão, fundado por integrantes do Movimento Brasil Livre (MBL). Segundo reportagem da revista Crusoé, Moura questionou a destinação de recursos do fundo eleitoral para a empresa AS Gestão e Produções Artísticas LTDA., pertencente a Alexandre Santos, irmão de Renan Santos, principal líder do MBL.
Em 26 de junho de 2025, o grupo atingiu o número mínimo de 547.043 assinaturas válidas exigidas pela Justiça Eleitoral do Brasil para a solicitação de registro partidário, conforme determina a legislação brasileira. O processo de oficialização da Missão como partido político depende ainda do julgamento e registro do seu estatuto perante o Tribunal Superior Eleitoral (TSE). O partido pretende obter o registro definitivo a tempo de participar das eleições gerais de 2026.

## Ideologia
Segundo o próprio partido, entre seus principais objetivos estão o combate à corrupção e fim de privilégios no funcionalismo público; endurecimento das leis penais e processuais penais; guerra às organizações criminosas; priorização da educação e da saúde pública; promoção da industrialização, especialmente no Nordeste brasileiro; respeito à responsabilidade fiscal e redução do tamanho do Estado; combate ao desmatamento e à poluição, com ênfase em sustentabilidade. O partido propõe uma plataforma que combina elementos do liberalismo econômico e do conservadorismo social.
Numa brincadeira como O Livro Vermelho, de Mao Tsé-Tung, e o Livro Verde, de Muammar Gaddafi, o MBL decidiu chamar de O Livro Amarelo o livro que concentraria seus ideais. Nele, o movimento defende uma maior intervenção estatal na economia e na sociedade, ao contrário de sua posição histórica.